# 里布尼克島
65°22′05″S 65°21′34″W / 65.36806°S 65.35944°W
里布尼克島（Ribnik Island），是南極洲的島嶼，長1公里、寬0.5公里，處於克內扎島東南面0.78公里、特蘭德爾島西北面3.35公里和瓦貢迪島以北3.4公里，屬於比斯科群島中皮特群島的一部分，以保加利亞西南部鄉鎮命名，現時由南極條約體系管理。